# Rhomboda polygonoides
Rhomboda polygonoides, широко известная как бархатная драгоценная орхидея — вид наземных орхидей, произрастающий в Новой Гвинее, Новой Каледонии, на Соломоновых островах и северо-восточном Квинсленде. Имеет от пяти до девяти узких яйцевидных пурпурно-зелёных листьев с белой полосой по центру и до четырнадцати зелёных и белых ресупинатных цветков с боковыми чашелистиками, расположенными почти горизонтально.

## Ботаническое описание
Rhomboda polygonoides представляет собой наземное клубневое многолетнее растение с пятью-девятью узкими яйцевидными листьями от пурпурно-зелёного до бронзового цвета с широкой центральной белой полосой. Листья разбросаны вдоль цветущего стебля и имеют длину 50-80 мм и ширину 15-22 мм. От пяти до четырнадцати ресупинатных, зелёных и белых цветков, 5-6 мм в длину и 6-7 мм в ширину на более или менее опушённом цветущем стебле высотой 100—300 мм в высоту. Дорсальный чашелистик имеет широкояйцевидную форму, около 4,5 мм в длину, 3 мм в ширину и сросся с лепестками, образуя капюшон над столбиком. Боковые чашелистики зелёные, около 5 мм в длину, 3 мм в ширину, расположены почти горизонтально и широко расставлены друг от друга. Лепестки полупрозрачные, белые, 4,5 мм в длину и около 1,3 мм в ширину. Губа имеет длину около 5 мм, ширину 2 мм с загнутыми краями, узкую центральную область и глубокий мешочек у основания. Цветение происходит с июня по август в Австралии, но более длительный период в Новой Гвинее.

## Таксономия и именование
Бархатная драгоценная орхидея была впервые официально описана в 1873 году Фердинандом фон Мюллером, который дал ей название Goodyera polygonoides по образцу, собранному недалеко от залива Рокингем. Описание было опубликовано в Fragmenta phytographiae Australiae. В 1995 году Пол Ормерод изменил название на Rhomboda polygonoides. Конкретный эпитет (polygonoides) относится к предполагаемому сходству этого вида с растением рода Polygonum. Суффикс -oides латинский. Окончание означает «подобие».

## Распространение и среда обитания
В Австралии орхидея была зарегистрирована в трёх местах тропических лесов на северо-востоке Квинсленда между хребтом Палума и рекой Дейнтри, на высоте от 450 до 600 м над уровнем моря, растущей на лесной подстилке. Встречается на территории Влажных тропиков Квинсленда. Растения произрастают в нотофилловых виноградниках[прояснить], на вершинах гранитных валунов, плоских скалах и на гниющей древесине поваленных деревьев.

## Сохранение
Орхидея занесена в список «уязвимых видов» в соответствии с Законом правительства Австралии об охране окружающей среды и сохранении биоразнообразия 1999 года и Постановлением Квинсленда об охране природы (дикой природы) 2006 года. Все известные популяции находятся на охраняемых территориях. Потенциально основными угрозами для орхидей в Австралии являются незаконный чрезмерный сбор энтузиастами и поедание дикими свиньями.